# کلیوچاریوو
کلیوچاریوو (انگلیسی: Klyucharyovo) یک شهرک در شهرستان چیشمینسکی در استان باشقیرستان کشور روسیه است.